# Knut Björlin
Knut Björlin (född 9 juli 1879 i Älvsbacka socken i Värmland, död 1953) var en svensk stadskamrer.
Björlin deltog i Hasselblads och Veckojournalens manuskriptpristävling 1917, hans manuskript fick 3:e pris och filmades av Georg af Klercker.

## Filmmanus
- 1918 – Nobelpristagaren